# Strażnicy wybrzeża

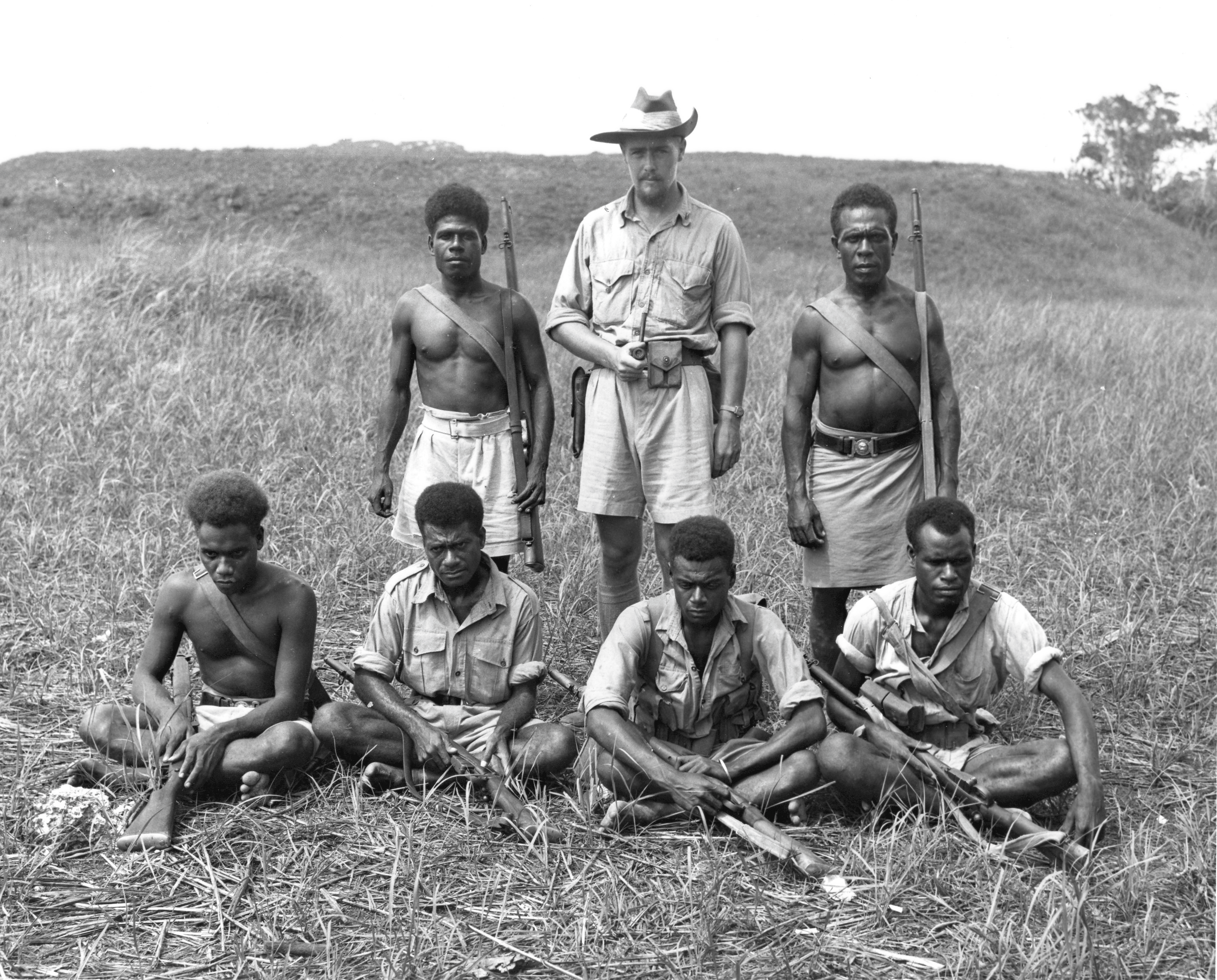
Kapitan Martin Clemens (C), strażnik wybrzeża z Guadalcanalu. Clemens prowadził działania wywiadowcze na rzecz aliantów podczas walk na wyspie (sierpień 1942-luty 1943). Widoczni na zdjęciu tubylcy to członkowie ochotniczej formacji policyjnej Wysp Salomona

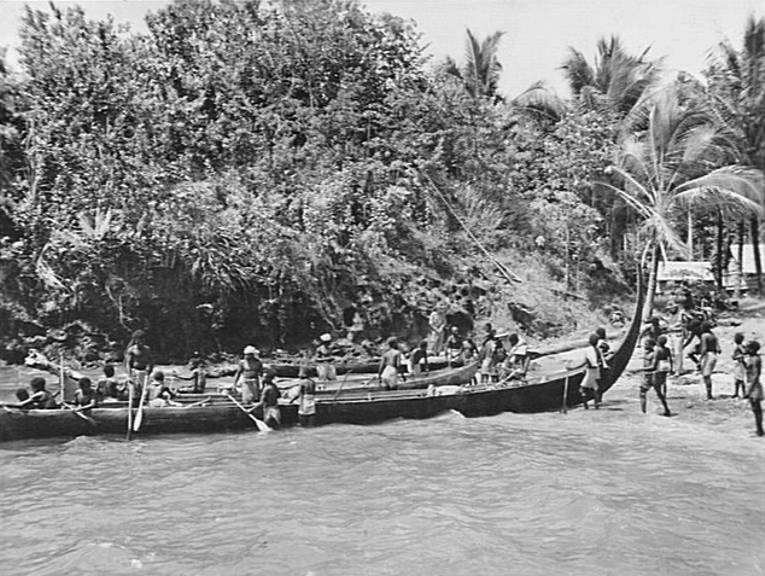
Amerykański pilot uratowany przez strażnika wybrzeża z pomocą tubylców wsiada do łodzi na wyspie Choiseul w archipelagu Wysp Salomona

Strażnicy wybrzeża (ang. Coastwatchers) – przedstawiciele alianckiego wywiadu wojskowego operujący podczas II wojny światowej na wyspach Pacyfiku, gdzie śledzili ruchy nieprzyjaciela i ratowali alianckich rozbitków lub uciekinierów z obozów jenieckich. Odgrywali znaczną rolę na południowo-zachodnim teatrze działań szczególnie podczas walk o Guadalcanal.

## Rys ogólny
Strażników wybrzeża było nie więcej niż czterystu. W większości byli to wojskowi (najczęściej oficerowie) z Australii i Nowej Zelandii, ale nie brakło wśród nich tubylczych mieszkańców Mikronezji i Melanezji oraz ukrywających się wojskowych, którzy uniknęli schwytania przez Japończyków. Ich działania były szczególnie ważne na liczącym blisko tysiąc wysp i wysepek archipelagu Salomona. Organizacją australijskich obserwatorów wybrzeża kierował komandor podporucznik Eric Feldt, ze swej kwatery w Townsville (Australia). 
Wielu strażników działających na tyłach nieprzyjaciela otrzymywało stopnie oficerów rezerwy Royal Australian Navy (RANVR), co miało zabezpieczać ich w razie schwytania, jednakże Japończycy nie zawsze to respektowali i kilku z nich zamordowali. Szeregi strażników zasilali ukrywający się alianccy wojskowi, a nawet cywile. W jednym przypadku wspomagali ich trzej niemieccy misjonarze, mimo że III Rzesza była sojusznikiem Japonii.

Feldt nadał swej organizacji kryptonim „Ferdinand” od tytułu popularnej bajki dla dzieci Byczek Fernando (ang. The Story of Ferdinand). Uzasadniał to w ten sposób: 

Fernando... nie walczył, ale siadł pod drzewem i wąchał kwiatki. To ma przypominać strażnikom wybrzeża, że są nie po to by walczyć i tym samym zwracać na siebie uwagę, ale po to by siąść i po cichu, ostrożnie zbierać informacje. Oczywiście, jak ich bajkowy prototyp, mogą bić się gdy zostaną użądleni.

 W czerwcu 1942 organizacja „Ferdinand” weszła w skład Allied Intelligence Bureau, podporządkowanemu dowództwu Obszaru Południowo-Zachodniego Pacyfiku (SWPA). Feldt przekazywał jednak swe informacje zarówno do kwatery głównej SWPA w Brisbane, jak i do Jednostki Wywiadu Radiowego w Melbourne (FRUMEL), która podlegała dowództwu Obszaru Środkowego Pacyfiku.

## Znaczenie
W roku 1942 dwaj strażnicy wybrzeża z Bougainville, Read i Mason, ostrzegali drogą radiową US Navy o ruchach japońskich okrętów i samolotów (podając ilości, typy i prędkości nieprzyjacielskich jednostek). Ich doniesienia pozwalały Amerykanom z odpowiednim wyprzedzeniem poderwać samoloty i zaatakować wroga. Admirał William Halsey miał później powiedzieć, że ci dwaj ludzie ocalili Guadalcanal.
Strażnikiem wybrzeża, który otrzymał najwięcej odznaczeń, był sierżant Jacob Vouza, który w roku 1941 odszedł z miejscowej formacji policyjnej, na ochotnika przystał do strażników. Tuż przed bitwą nad Alligator Creek został schwytany przez Japończyków, a następnie poddany brutalnym torturom. Pozostawiony przez Japończyków na śmierć, przeżył i mimo licznych ran dotarł do najbliższych posterunków amerykańskiej 1. dywizji marines, by ostrzec o nadchodzącym ataku. Po wyleczeniu z ran wrócił do swych wywiadowczych obowiązków. Został udekorowany Srebrną Gwiazdą i Legią Zasługi przez Stany Zjednoczone, a później uszlachcony i odznaczony Orderem Imperium Brytyjskiego.
W sierpniu 1943 podporucznik John F. Kennedy z US Navy – późniejszy prezydent – wraz z dziesięcioma członkami załogi kutra torpedowego PT-109 znalazł się na bezludnym brzegu. Australijski strażnik wybrzeża, podporucznik Arthur Reginald Evans, który widział z oddali eksplozję PT-109 staranowanego przez japoński niszczyciel, wysłał dwóch tubylców na łodziach (jeden z nich nazywał się Biuku Gasa). Tubylcy odnaleźli załogę; Kennedy napisał do Evansa informację o losie załogi z określeniem pozycji. Przyszły prezydent USA został wkrótce uratowany i w 20 lat później zaprosił Evansa do Białego Domu. Gasa pojechać nie mógł; podobno otrzymał zaproszenie, ale został wyprowadzony w pole przez brytyjskie władze kolonialne. Gasa opuścił swą wioskę i przybył do Honiary, ale nie pozwolono mu wyjechać do USA w takim czasie, by mógł zdążyć na uroczystość.